# Maud Malone
Maud Malone   (Brooklyn, 1873 - 1951) també coneguda com a Maude Malone, era una bibliotecària estatunidenca i sufragista de Nova York. També fou portaveu del Sindicat d'Empleats de Biblioteques, el primer sindicat de treballadors de biblioteques públiques estatunidenc.

## Biografia
Maud Malone nasqué a Nova York, de pares immigrants irlandesos, Annie i Edward Malone. Son pare era metge; el seu oncle Sylvester Malone, sacerdot, i tots dos foren fundadors de la Societat Antipobresa de Nova York. La seua germana Marcella i els seus germans Lawrence i Sylvester foren advocats.

## Carrera
Malone era activa com a sufragista a Nova York. Fou presidenta de la Lliga de Drets Iguals de Harlem i organitzà una reunió de sufragi a l'aire lliure el 1908. «És en el més ampli esperit de la democràcia que sortim als carrers convidant tots els transeünts a escoltar els nostres arguments i dir-ne les seves objeccions o fer preguntes», escrigué Malone sobre l'acte. Al març del 1908, abandonà la Unió de Dones Progressistes en protesta contra la seua intenció d'atraure una «multitud ben vestida». El 1909, dugué un gran cartell groc que advocava pel sufragi, en una marxa en solitari des de la Cooper Union, per Broadway, al llarg de la Cinquena Avinguda.

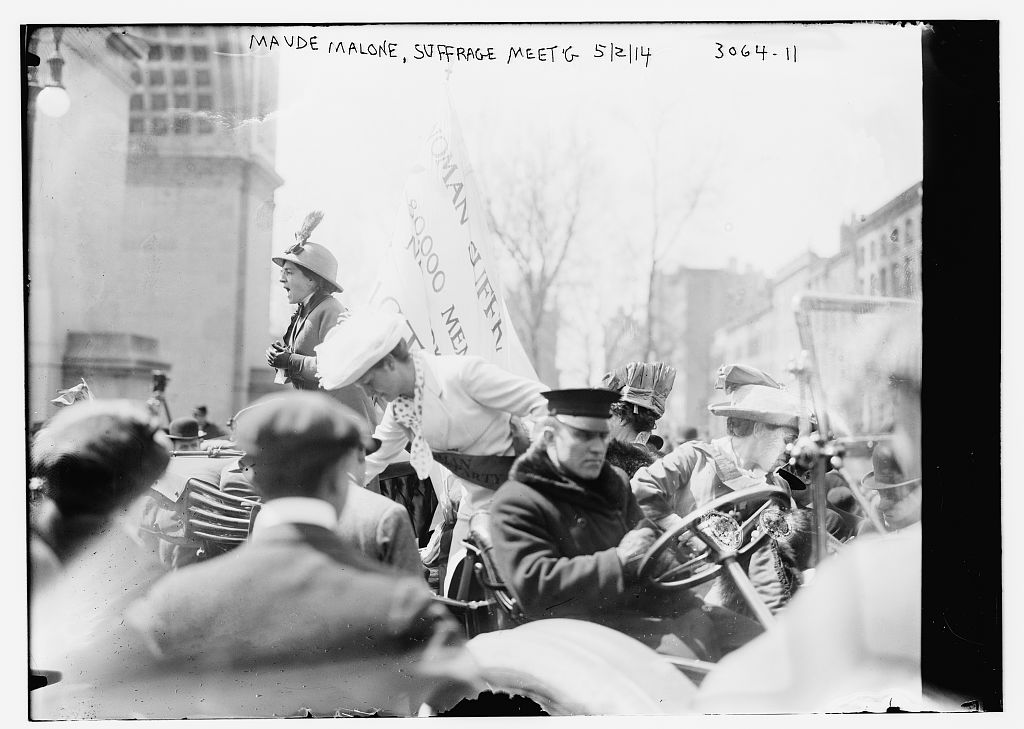
Maud Malone en un míting sufragista, al maig de 1914

Un dels seus visibles actes de protesta fou com a «escridassaire», sobretot en els discursos dels candidats presidencials del 1912, quan se la coneixia per cridar «Què passa amb el sufragi femení?» des del públic. Sovint l'expulsaren per aquest acte, o la multaren, i almenys una vegada fou condemnada per aldarulls en una reunió pública. El 1917 va fer un piquet davant la Casa Blanca amb altres sufragistes.
Maud Malone treballà en la Biblioteca Pública de Nova York i fou membre fundadora del Sindicat d'Empleats de Biblioteques, al 1917. Fou portaveu de l'organització; la seua germana Marcella fou presidenta del sindicat durant un temps. Després de molts anys d'activitat sindical, l'acomiadaren de la Biblioteca Pública de Nova York el 1932. Més tard treballà com a bibliotecària per al diari Daily Worker.
Maud Malone va morir el 1951, a setanta-vuit anys.